# Büttelfelsen
Der Büttelfelsen – alternativ Büttelfels genannt – ist eine Felsformation im Pfälzerwald. Er ist als Naturdenkmal ausgewiesen.

## Lage
De Fels befindet sich auf Gemarkung der Stadt Dahn südwestlich von deren Siedlungsgebiet an der Ostflanke des Grauberg (291 m) in der Abteilung Abteilung Lämmerteich. Weiter nördlich befindet sich das Wohngebiet Büttelwoog.

## Beschaffenheit
Bei ihm handelt es sich um einen langgestreckten Buntsandsteinfelsen.

## Tourismus
Die Felsformation liegt am Premiumweg „Dahner Felsenpfad“ und an der Kauert-Tour. Ihr innerer Teil ist für Touristen mit einer Leiter ausgestattet. Zudem wird er von Kletterern frequentiert.